# Вершина-Згарська
Верши́на-Зга́рська (до 1917 року Хорунжівка) — село в Україні, у Золотоніському районі Черкаської області. Входить до складу Зорівської сільської громади. Населення — 282 особи (на 1 грудня 2008 року).

## Розташування
Село розташоване за 16 км від селища Драбів. У його східній частині проходить залізнична ділянка Гребінка — Черкаси — ім. Т. Шевченка. Облаштована залізнична платформа Верхньозгар, де курсують приміські поїзди сполученням Гребінка-Шевченко (через Черкаси).

## Історія
Поселення засновано у 1618 році багатими козаками Переяславської сотні Бойком і Гущем. У 1720 році село купив  Федір(?)Дараган і віддав землі села і 107 душ трьом братам — Василю, Антону і Петру.
Наприкінці XVIII століття землі належали пану Хорунжому. Звідси і назва села Хорунжівка. З 1917 року село називається Вершина - Згарська. Назва пішла від річки Згар, у вершині якої знаходиться село.
Селище у 1862 році мало 31 двір де жило 210 осіб (102 чоловічої и 108 жіночої статі)
Селище є на мапі 1869 року як хутір Іляшенків.
Селище було приписане з 1878 до 1904 до Лукинської церкви у Львівці, а після до Миколаївської у Благовіщенськом
Село постраждало внаслідок геноциду українського народу, проведеного окупаційним урядом СРСР 1932—1933 та 1946–1947 роках.
На фронтах радянсько-німецької війни воювало 111 чоловік, з них загинули 73. На їх честь односельці спорудили обеліск Слави. В центрі села збудовано пам'ятник, де поховано 40 воїнів, загиблих під час відвоювання села.
Станом на 1972 рік в селі мешкало 573 чоловіка, на території села містилася центральна садиба колгоспу «3оря комунізму», який обробляв 1,1 тисяч га землі, з них 0,9 тисяч га орної. Напрям господарства був — зерновий з розвинутим м'ясо-молочним тваринництвом. У 1968 році колгоспу було присвоєно звання високої культури землеробства. У 1969 році ферму колгоспу занесено в районну «Золоту книгу пошани». У 1970–1974 роках за підсумками першого всесоюзного змагання колгосп нагороджено прапором Міністерства сільського господарства і ВЦРПС профспілок на вічне зберігання і автомашиною «Жигулі».
У селі працювали восьмирічна школа, де навчався 81 учень, клуб па 200 місць, 2 бібліотеки з книжковим фондом 9,1 тисяч примірників, медпункт, дитячі ясла, відділення зв'язку, магазин.

## Сучасність
В селі встановлено пам'ятний знак жертвам Голодомору, силами сільських мешканців створено церкву.
Соціальний потенціал села забезпечують фельдшерсько-акушерський пункт, магазин РайСТ, ПП «Ткаченко Г. П.», відділення зв'язку та Ощадбанку, Будинок культури, при якому є народний фольклорно-етнографічний ансамбль «Придани», сільська бібліотека, обмінний пункт (місцевого господарства), сільська рада.
У 2006 році село було газифіковано, споруджено центральне водопостачання. На сільських землях господарює СТОВ "Агрофірма «Колос» (директор О. М. Борисенко), СФГ «Згарі», де працюють його керівник М. І. Курятник та 5 одноосібників.

## Населення

### Мова
Розподіл населення за рідною мовою за даними перепису 2001 року:
| Мова       | Кількість | Відсоток |
| ---------- | --------- | -------- |
| українська | 302       | 98.69%   |
| російська  | 4         | 1.31%    |
| Усього     | 306       | 100%     |